# Valea Rea, Munții Făgăraș
Valea Rea este o vale orientată nord-sud din partea sudică a munților Făgăraș din județul Argeș. Valea, prin care curge cursul de apă omonim, râul Valea Rea, este una din căile de acces cele mai directe, dar și cele mai dificile, către cel mai înalt vârf montan din România, vârful Vârful Moldoveanu.

## Accesibilitate
Se poate ajunge pe Valea Rea urmând din satul Slatina, un drum forestier neasfaltat, în lungime de circa 40 km, care se termină în punctul Stâna lui Burnei. O potecă marcată cu triunghiul roșu duce de acolo de-a lungul cursului râului Valea Rea, pe lângă cele două cascade ale acestuia, până în căldarea glaciară a Viștei, de unde izvorăște râul, până în cel mai înalt punct accesibil al văii, Portița Viștei, o curmătură într-un punct-șa, de unde traseul marcat cu triunghi roșu continuă pe versantul nordic al Făgărașului, prin valea Viștei, spre localitățile Viștișoara și Victoria. De la Portița Viștei, se poate continua urcușul spre vârfurile Viștea Mare (2.527 m) și Moldoveanu (2.544 m) care străjuiesc valea spre nord-vest.

## Alte articole de interes similar
- Județul Argeș
- Munții Făgăraș
- Râul Valea Rea, Râul Doamnei

## Hărți
- Harta Județul Argeș
- Munții Făgăraș  Arhivat în 8 septembrie 2013, la Wayback Machine.
- Alpinet - Munții Făgăraș